# Радомська сільська рада
Ра́домська сільська́ ра́да — адміністративно-територіальна одиниця та орган місцевого самоврядування в Семенівському районі Чернігівської області. Адміністративний центр — село Радомка.

## Загальні відомості
Радомська сільська рада утворена у 1918 році.
- Територія ради: 59,81 км²
- Населення ради: 784 особи (станом на 2001 рік)

## Населені пункти
Сільській раді підпорядковані населені пункти:
- с. Радомка
- с. Березова Роща

## Склад ради
Рада складається з 12 депутатів та голови.
- Голова ради: Новик Михайло Федорович
- Секретар ради: Колько Наталія Михайлівна

### Керівний склад попередніх скликань
| Прізвище, ім'я, по батькові | Основні відомості                                                                     | Дата обрання | Дата звільнення |
| --------------------------- | ------------------------------------------------------------------------------------- | ------------ | --------------- |
| Новик Михайло Федорович     | Сільський голова, 1965 року народження, освіта середня загальна, член Партії регіонів | 26.03.2006   | 31.10.2010      |
| Новик Михайло Федорович     | Сільський голова, 1965 року народження, освіта середня загальна, член Партії регіонів | 31.10.2010   |                 |

Примітка: таблиця складена за даними сайту Верховної Ради України

### Депутати
За результатами місцевих виборів 2010 року депутатами ради стали:

#### За суб'єктами висування
| Суб'єкт висування                 | Кількість обраних депутатів | %    |
| --------------------------------- | --------------------------- | ---- |
| Партія регіонів                   | 4                           | 33,3 |
| Політична партія «Сильна Україна» | 3                           | 25   |
| Самовисування                     | 3                           | 25   |
| Народна партія                    | 2                           | 16,7 |

#### За округами
| № округу                          | Прізвище, ім'я, по батькові    | Дата визнання обраним | Освіта  | Партійна приналежність                        | Відомості про обраного депутата                                      |
| --------------------------------- | ------------------------------ | --------------------- | ------- | --------------------------------------------- | -------------------------------------------------------------------- |
| Народна Партія                    |                                |                       |         |                                               |                                                                      |
| 9                                 | Хоменко Ірина Павлівна         | 04.11.2010            | середня | позапартійна                                  | Радомська ГРС, оператор                                              |
| 10                                | Колько Наталія Михайлівна      | 04.11.2010            | середня | позапартійна                                  | ПСП «Дружба», бухгалтер обліковець                                   |
| Партія регіонів                   |                                |                       |         |                                               |                                                                      |
| 6                                 | Кузьменко Олена Миколаївна     | 04.11.2010            | вища    | член Партії регіонів                          | по догляду за дитиною інвалідом                                      |
| 8                                 | Коробко Людмила Василівна      | 04.11.2010            | середня | позапартійна                                  | Радомська сільська рада, технічний працівник                         |
| 11                                | Голуб Юлія Миколаївна          | 04.11.2010            | вища    | член Партії регіонів                          | Радомський фельдшерсько-акушерський пункт, акушерка                  |
| 12                                | Коробко Ольга Єфимівна         | 04.11.2010            | вища    | член Партії регіонів                          | Семенівський терцентр, соціальний працівник                          |
| Політична партія «Сильна Україна» |                                |                       |         |                                               |                                                                      |
| 1                                 | Алексеєнко Любов Іванівна      | 04.11.2010            | середня | член Політичної партії «Сильна Україна»       | Радомський ДНЗ «Барвінок», помічник вихователя                       |
| 5                                 | Ананенко Микола Федорович      | 04.11.2010            | середня | позапартійний                                 | пенсіонер                                                            |
| 7                                 | Галенко Валентна Іванівна      | 04.11.2010            | середня | позапартійна                                  | ПП Марахонько Т. П., реалізатор                                      |
| Самовисування                     |                                |                       |         |                                               |                                                                      |
| 2                                 | Мироненко Валентина Василівна  | 04.11.2010            | вища    | позапартійна                                  | Радомська загальноосвітня школа І-ІІІ ст., вчитель                   |
| 3                                 | Помаз Ганна Віталіївна         | 04.11.2010            | вища    | член Всеукраїнського об'єднання «Батьківщина» | Радомська загальноосвітня школа І-ІІІ ст., директор                  |
| 4                                 | Ткаченко Людмила Володимирівна | 04.11.2010            | вища    | член Всеукраїнського об'єднання «Батьківщина» | Радомська загальноосвітня школа І-ІІІ ст., вчитель початкових класів |